# Вооружённые силы Швейцарии
Вооружённые силы Швейцарской Конфедерации (нем. Schweizer Armee, фр. Armée suisse, итал. Esercito svizzero, романш. Armada svizra) — вооружённая организация Швейцарской Конфедерации, предназначенная для защиты её территориальной целостности, по сути представляет собой ополчение.
Индивидуализированные названия:
- по-немецки, Schweizer Armee — Швайцер Армее;
- по-французски, Armée suisse — Арме Сюисс;
- по-итальянски, Esercito svizzero — Эзерчито звиццеро;
- по-романшски, Armada svizra — Армада свизра.

## История
До самого конца XVIII века у Швейцарской конфедерации не было общей армии, было лишь ополчение отдельных кантонов. Лишь в период Гельветической Республики (1798—1803 годы) появилась общешвейцарская армия. При этом вплоть до XIX века швейцарские наёмные войска служили различным правителям Европы.
Согласно подписанному в 1815 году Федеральному договору, кантоны в случае необходимости были обязаны мобилизовать и предоставить в распоряжение центрального правительства по 2 % населения от каждого кантона. Лишь с принятием конституции 1848 года у Швейцарии появилась федеральная армия, а кантоны были лишены права самостоятельно вести войны и заключать мир.

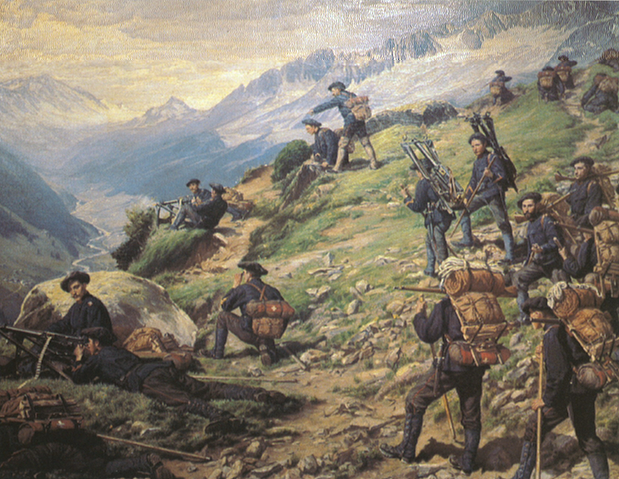
Учения швейцарской армии (картина 1896 года)

На конец XIX столетия в ландштурме Швейцарии числились все граждане федерации, способные носить оружие, от 17 лет до 50 лет, а офицеры всех чинов могли оставаться в нём до полных 55 лет.
На начало XX столетия, на основании федеральной конституции и законов, от 1874, 1876, 1887, 1897 и 1901 годов всякий швейцарский гражданин считался с 20 до 32 лет в составе действующей армии (Auszug), а с 33 до 44 лет — в составе ландвера.

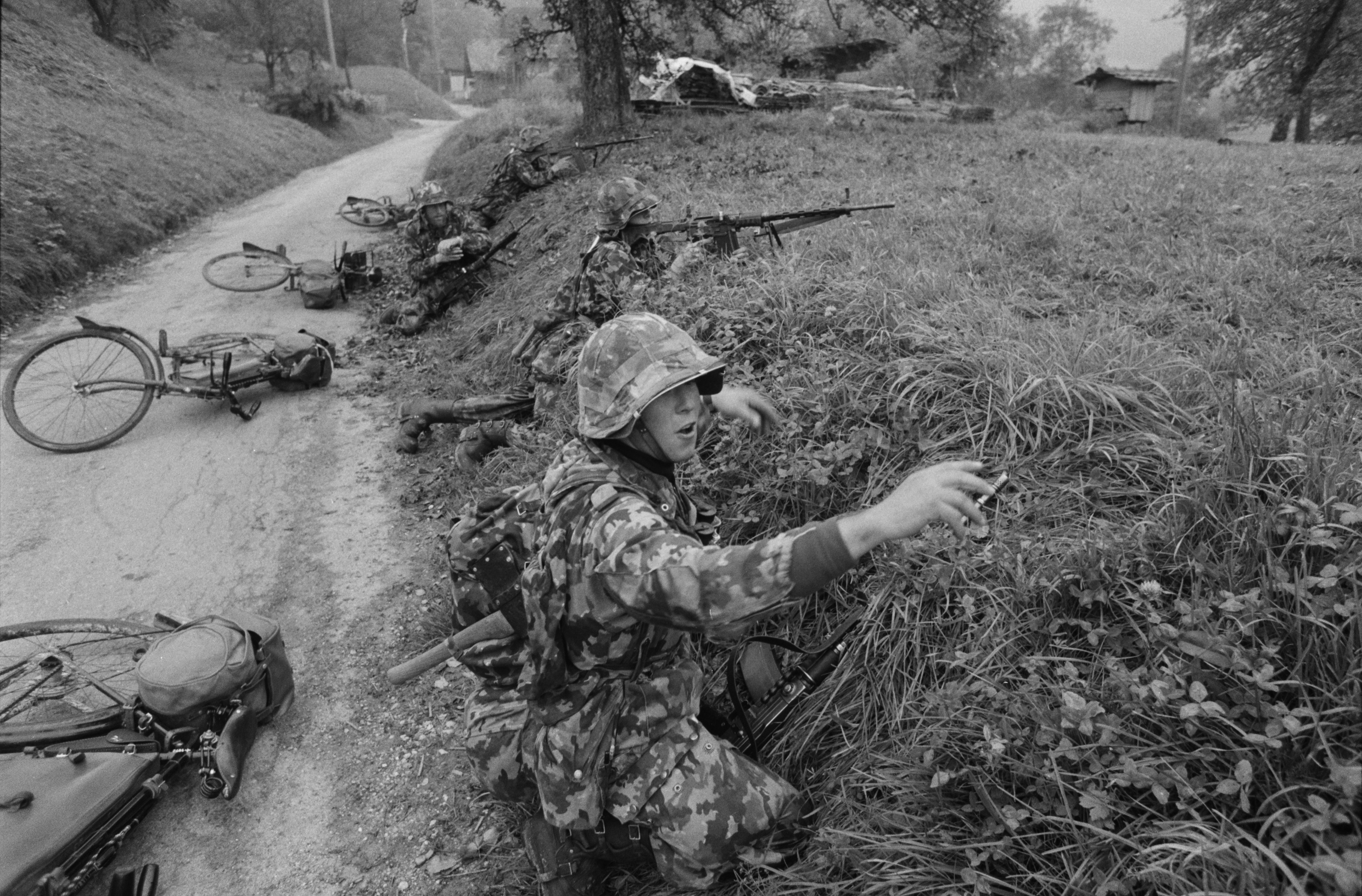
Швейцарское велосипедное подразделение на учениях, 1975 год

Всеобщие мобилизации в Швейцарии происходили трижды: в 1871 году после франко-прусской войны, а также в начале Первой и Второй мировых войн.
В 1989 году и в 2001 году в Швейцарии проходили общенациональные референдумы по вопросу о полном отказе от вооружённых сил, но сторонники такого решения оказались в меньшинстве.

## Общая характеристика современных вооружённых сил Швейцарии
На начало XXI столетия, вооружённые силы состоят из органов военного управления и двух видов: сухопутных войск и военно-воздушных сил. Сухопутные войска состоят из 3 механизированных бригад, а также из вспомогательных бригад и соединений, учебных соединений.
ВВС ВС Швейцарии включают в себя эскадрильи истребителей, вертолётные соединения, соединения наземного ПВО, авиационные базы и обслуживающий персонал.
Вооружённые силы Швейцарии организованы на основе смешанного (контрактно-призывного или на добровольной основе и повинности) способа комплектования. Служба в вооружённых силах обязательна для всех граждан мужского пола и обычно составляет 260 дней, распределённых на 10 лет.
По данным на 2020 год, реально в швейцарских вооружённых силах было около 21 000 человек. Из них около 5000 составляли профессиональные военные (высшие офицеры, инструкторы, специалисты разного рода), а остальными были проходящие начальную военную подготовку или переподготовку военнообязанные.
В швейцарских вооружённых силах в настоящее время нет генералов. Традиционно это звание присваивалось только в угрожаемый период, и последним на сегодняшний день генералом был Анри Гизан, командовавший вооружёнными силами в период Второй мировой войны. Современный командующий вооружёнными сила страны носит звание командира корпуса (при этом корпусов в швейцарской армии нет), а командиры бригад и дивизий носят соответственно звания Divisionär и Brigadier.
Внешняя политика Швейцарии согласно конституции этой страны строится с учётом международно-правового статуса постоянного нейтралитета. При этом Швейцария не раз отправляла своих военных на миротворческие миссии за границу. Так, в 1999 году в составе KFOR в Косово было послано около 235 швейцарских военных. Эта миротворческая миссия, названная «Swisscoy», продолжается до сих пор.

## Военная служба
В 1995 году количество солдат, включая резервистов, уменьшилось до 400 тысяч. К 2004 году уменьшилось почти в два раза. В 2013 году численность ВС составила 155 тысяч человек, а к 2016 году планируется оставить 100 тысяч
18 мая 2003 года граждане Швейцарии проголосовали за принятие военной реформы, названной «Армия-XXI». В соответствии с этой реформой, вооружённые силы должны значительно сократиться в размере. Начиная с января 2004 года, количество личного состава вооружённых сил сокращены с 524 до 220 тысяч человек, включая в это число и 80 тысяч резервистов. В промежутке между 2004 и 2011 годами ожидается сокращение более чем 2 000 гражданских служащих.

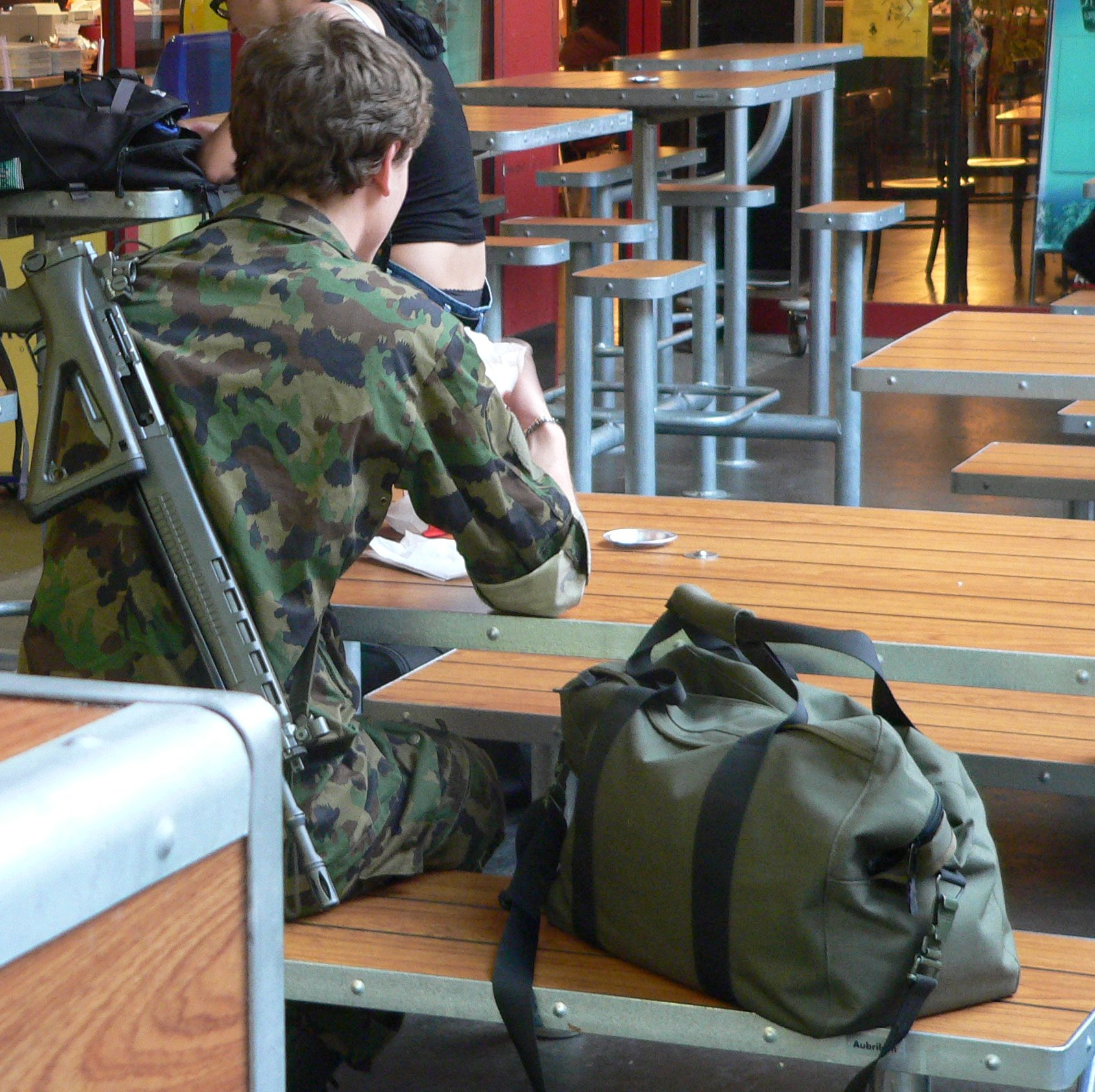
Военнослужащий Швейцарии с автоматом SIG SG 550 на железнодорожной станции. Военнослужащие возвращаются на службу после выходных, проведённых дома.

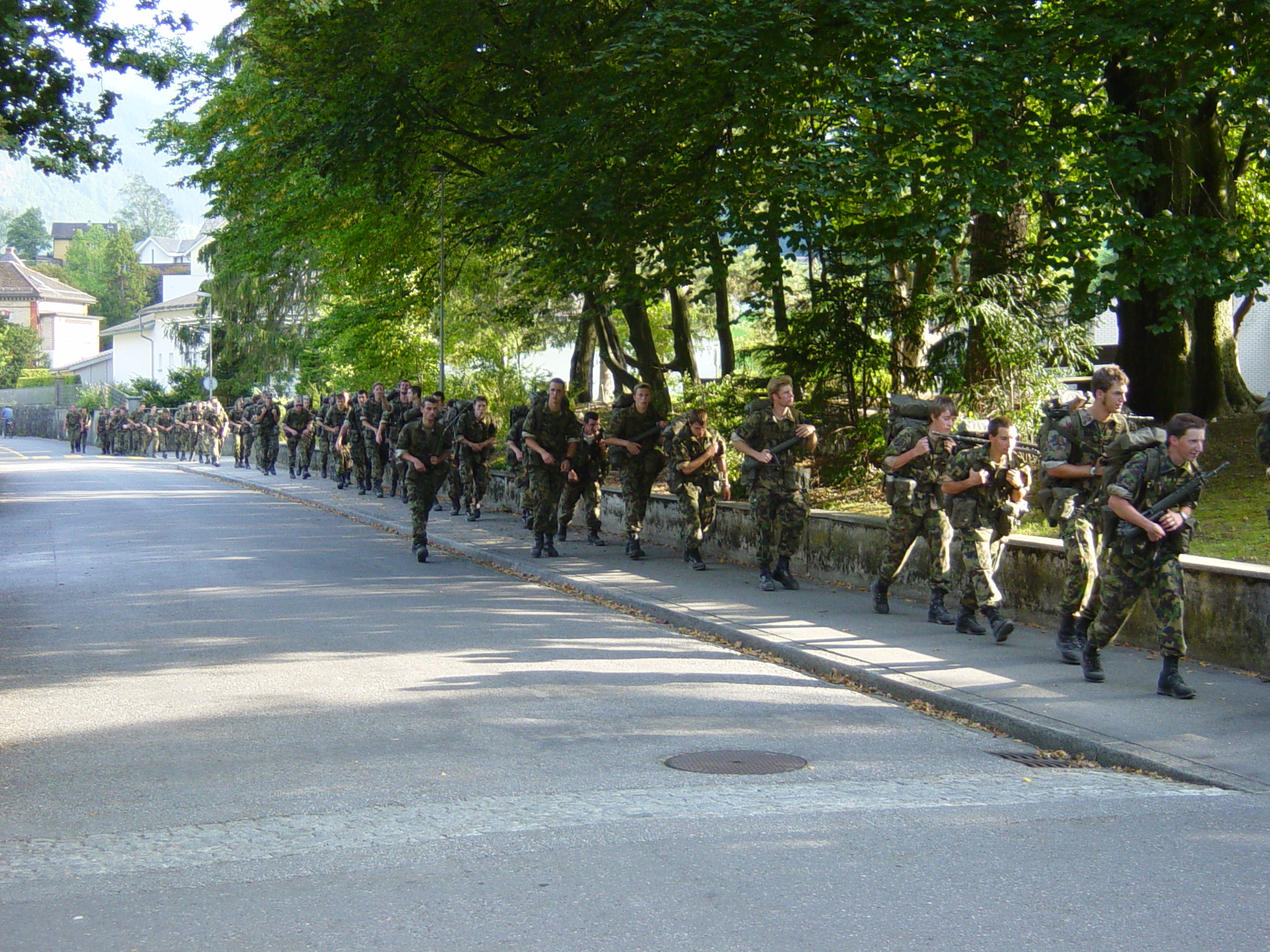
Солдаты швейцарской армии на учениях

Вооружённые силы Швейцарии состоят также из более чем 3 600 профессиональных служащих, половина из которых — инструкторы или офицерский состав, остальная же часть — контрактные служащие или добровольцы.
Все мужчины, имеющие гражданство Швейцарии в возрасте от 19 до 31 года, признанные медицинским советом годными к военной службе, обязаны пройти срочную службу в Швейцарских вооружённых силах. Хотя призыв возможно отложить до окончания обучения в старшей школе, служба в вооружённых силах должна быть пройдена независимо от времени и факта поступления в высшее учебное заведение страны. Решение о годности к службе принимается медицинским советом после прохождения рекрутом серии медицинских, физических и психологических тестов.
Медицинский совет может принять следующие решения:
- полностью годен к службе — рекрут признан годным по всем параметрам и определяется в войска для несения военной службы;
- условно годен к службе — по ряду причин, рекрут признан не годным к военной службе, но годным к службе в соединениях Гражданской обороны (нем. Zivilschutz, фр. Protection Civile, итал. Difesa civile)
- не годен — рекрут не будет проходить ни военную службу, ни службу в гражданской обороне.

Важно отметить, что так называемая Гражданская служба (нем. Zivildienst, фр. Service Civil, итал. Servizio civile) является эквивалентом альтернативной службы в вооружённых силах. Чтобы определиться на гражданскую службу, рекрут должен заранее подать прошение о направлении на гражданскую службу, а затем быть признанным полностью годным к службе во время постановки на воинский учёт. В случае условной годности рекрут направляется в Гражданскую оборону, а не на гражданскую службу. Гражданская служба в 1,5 раза длиннее военной (в среднем 390 дней вместо положенных 260 для рядовых солдат).
Обычно рекруты проходят подготовку на родном языке. Однако ретороманцы, в силу своей малочисленности, проходят подготовку и службу на немецком языке.
Швейцарские военнообязанные хранят дома табельное стрелковое оружие и амуницию, но хранение боеприпасов дома им было запрещено в 2007 году.

От призыва в армию в Швейцарии можно официально отказаться. В этом случае призывник должен выплачивать ежегодно на протяжении всего срока призыва штраф в размере 3 % от своего годового дохода.

## Состав вооружённых сил

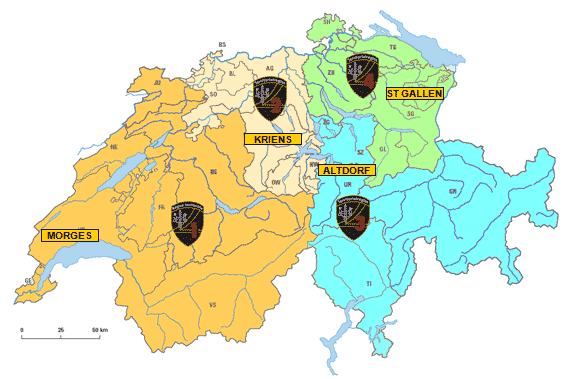
Зоны ответственности территориальных дивизий Швейцарии

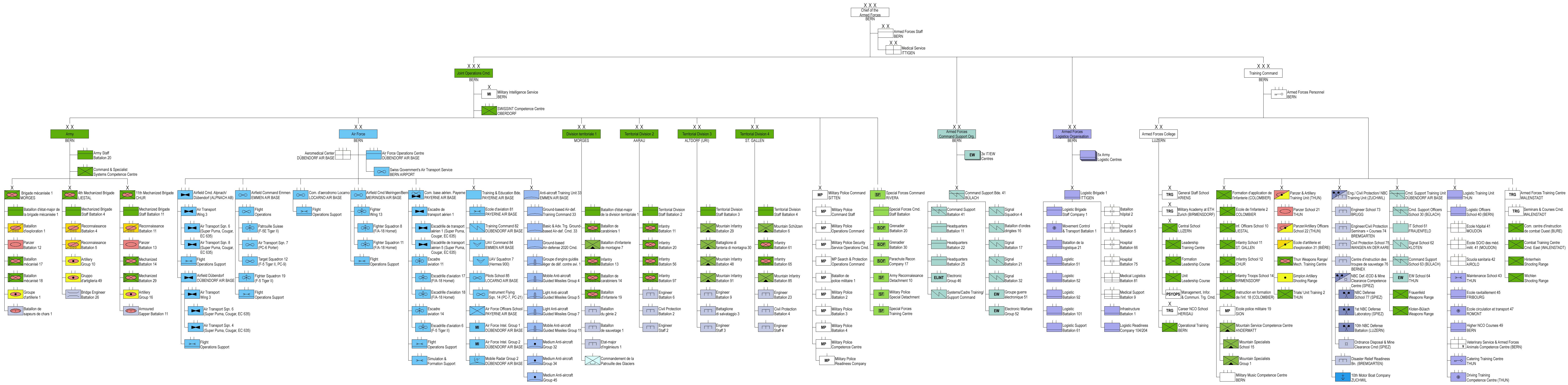
Структура ВС Швейцарии с 2018 года

- Главнокомандующий вооружёнными силами
  - Штаб вооружённых сил (Armeestab)
  - Оперативное командование (Kommando Operationen)
    - Штаб командования
    - Служба военной разведки
    - Сухопутные войска
      - 1-я механизированная бригада
      - 4-я механизированная бригада
      - 11-я механизированная бригада

    - 1-я территориальная дивизия
    - 2-я территориальная дивизия
    - 3-я территориальная дивизия
    - 4-я территориальная дивизия
    - Военная полиция
    - Военно-воздушные силы
    - Миротворческий центр (SWISSINT)
    - Командование сил специального назначения (KSK)

  - Логистическая база вооружённых сил (Logistikbasis der Armee)
    - 1-я логистическая бригада (Logistikbrigade 1)[8]
      - Батальоны материально-технического обеспечения (Logistikbataillone)
      - Госпитальные батальоны (Spitalbataillone)
      - Инфраструктурный батальон (Infrastrukturbataillon)
      - Батальон медицинского обеспечения (Sanitätslogistikbataillon)
      - Транспортный батальон (Verkehrs- und Transportbataillon)

  - Кибер командование (Kommando Cyber)
  - Командование подготовки (Kommando Ausbildung)[9]